# Andreas Gemant
Andreas Gemant, gebürtig Andreas Gyemant; nach Namensänderung Andrew Gemant, (* 27. Juli 1895 in Großwardein, Ungarn; † 1. Februar 1983 in Detroit) war ein österreichisch-amerikanischer Physiker.

## Leben und Tätigkeit
Gemant war der Sohn des Eugen Gyemant und seiner Ehefrau Vilma, geborene Berkow. Gemant nahm als Medizinstudent mit der k.-und-k.-Armee am Ersten Weltkrieg teil. 1919 erhielt er einen medizinischen Abschluss der Universität Budapest. Von 1920 bis 1922 studierte er an der Friedrich-Wilhelm-Universität in Berlin. Während dieser Zeit arbeitete er in den Laboren von Leonor Michaelis und Herbert Freundlich mit. 1922 promovierte er im Fach Physik.
Er habilitierte mit einer Arbeit über physikalische Chemie. Von 1925 bis 1932 war Mitglied der Forschungsabteilung des Siemens-Schuckert Kabelwerkes in Berlin und gleichzeitig von 1928 bis 1933 Privatdozent für Hochspannungstechnik der Technischen Hochschule Berlin. Von 1932 bis 1933 war er noch kurzzeitig beim Heinrich-Hertz-Institut für Schwingungsforschung tätig.
1933 ging Gemant in die Emigration in Großbritannien. Er erhielt eine – unter anderem durch Spenden der Metropolitan-Vickers Electric Company finanzierte – Stelle am Engineering Laboratory der Universität Oxford, wo er bis 1937 tätig war.
1938 ging Gemant in die Vereinigten Staaten. Dort forschte er zunächst von 1938 bis 1939 am Electrical Engineering Department der University of Wisconsin. Von 1940 bis 1960 arbeitete er für die Detroit Edison Company als Physiker. Seit 1961 war er Research Associate beim Grace Hospital in Detroit. Diese Stellung hatte er bis 1971 inne. Zuletzt wirkte er von 1972 bis 1983 am Department of Biochemistry der Wayne State University.
Gemant verfasste um 1963 eine Autobiographie, die heute in der Niels-Bohr Library verwahrt wird.
Gemants Forschungsschwerpunkte waren die Fluoreszenz von Röntgenstrahlen, Viskoselastizität, fraktionale Differenziale, Hochspannungsphysik, die Elektrochemie von Ölen und Hochspannungkabel.
Nach Gemant ist der Andrew Gemant Award benannt, der seit 1987 jährlich vom American Institute of Physics an Personen vergeben wird, die nach Auffassung des Instituts herausragende Leistungen auf dem Gebiet der Physik vollbracht haben.

## Familie
Gemant war seit 1933 mit Sophia Ida „Susie“ Marie Staap verheiratet.

## Schriften
- Der Frequenzgang der Durchschlagsspannung im Wärmegebiet, 1934. (zusammen mit Karl Willy Wagner)